# Skibotn
Skibotn (en finés, Markkina; en sami septentrional, Ivgubahta; en kven, Yykeänperä) es una localidad situada en el municipio de Storfjord, en la provincia de Troms, Noruega. Tiene una población estimada, en 2022, de 538 habitantes.
El término del pueblo se encuentra en un cruce de caminos de las autopistas E6 y E8. La distancia por carretera a Kilpisjärvi, la comunidad más al norte en el "brazo" oeste de Finlandia, queda a aproximadamente 50 km.
Los residentes modernos de Skibotn son en su mayor parte descendientes del pueblo kven y el pueblo sami, o bien inmigrantes y sus descendientes de Noruega central y meridional.